# Johann Otto Glüsing
Johann Otto Glüsing (* 1675/76 in Altenesch bei Delmenhorst; † 2. August 1727 in Altona, Pseudonym: Tranquillo) war ein Gelehrter, Pietist und Separatist, der aus Kopenhagen und Oslo wegen Sektiererei ausgewiesen wurde, in der Stadt Altona die Bleibe durch Brand verlor, in Hamburg aus der Stadt prozessiert wurde und in Altona kurz darauf verstarb. Neben zum Teil sektiererischen Schriften und Herausgeberschaften hinterließ er auch eine Bibliothek, die zum Grundstock der noch heute existierenden Gymnasialbibliothek des Christianeums in Altona wurde.

## Leben und Wirken
Johann Otto Glüsing wurde als Sohn des Johannes Glüsing (1627–1679), Pastor in Altenesch, geboren, das genaue Datum ist unbekannt. Seine Mutter war Elisabeth, geborene Schumacher, Tochter eines Amtsvogts in Esens, Ostfriesland.
Von 1696 bis 1700 studierte Glüsing Theologie in Jena. Anschließend findet sich seine Spur in Kopenhagen, wo er vermutlich 1705 als Hauslehrer tätig war und collegia pietatis abhielt und damit ein erstes Zeugnis des Pietismus in Kopenhagen hinterließ. 1706 verfasste er eine Lebens-Beschreibung des falschen Apostels Homiletici, in der er satirisch die Geistlichkeit tadelte. Die Satire bewirkte seine Ausweisung aus der Stadt Kopenhagen. Anschließend war er wiederum als Hauslehrer in Oslo tätig, wo er seine Angriffe auf die Kirche fortsetzte und auch diese Stadt wieder verlassen musste. Im Dezember desselben Jahres 1706 verwies ihn der dänische König Friedrich IV. endgültig aus seinem Herrschaftsbereich.

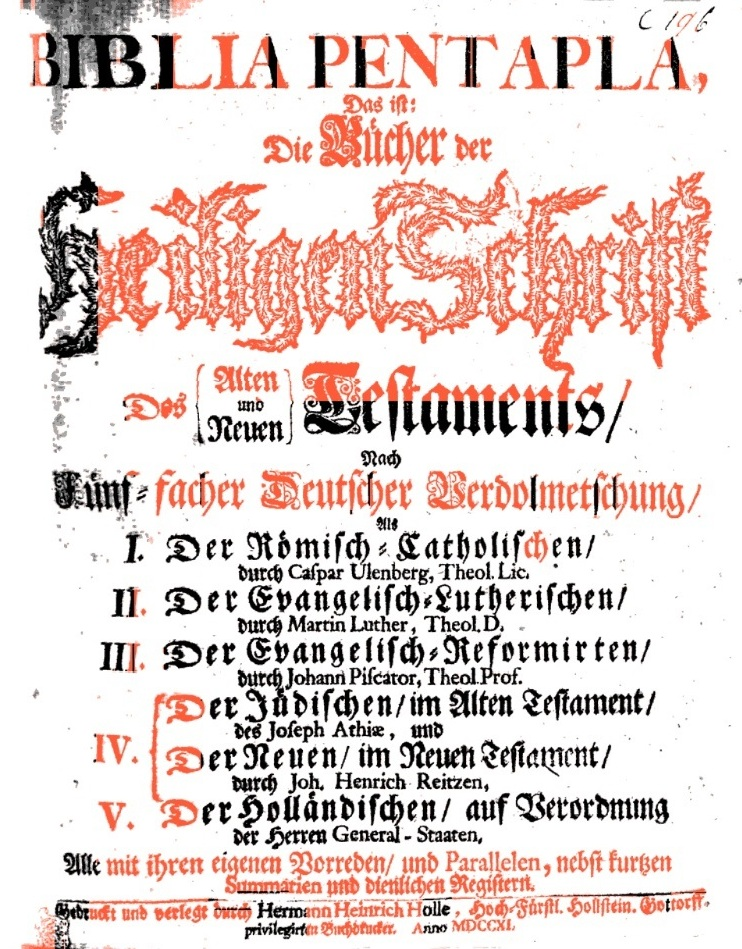
Biblia Pentapla, 1711. Titel

Glüsing ließ sich in Hamburg nieder. Als er 1707 auch hier durch sektiererische Tätigkeit auffiel, verließ er die Stadt und zog ins benachbarte, tolerante Altona. Nach der Einäscherung der Stadt Altona 1713 im sog. Schwedenbrand zog Glüsing wieder nach Hamburg, wo er bis 1725 als Übersetzer theologischer Werke wirkte. Er gehörte in dieser Zeit zu den sogenannten Engelsbrüdern, den Gichtelianern, und wurde eine ihrer führenden Persönlichkeiten in Hamburg und in Altona.
1710/12 gab Glüsing seine Biblia Pentapla heraus, die neben einer holländischen vier deutsche Übersetzungen (je eine katholische, lutherische, reformierte und jüdische) enthielt. 1715 veröffentlichte er als Mitherausgeber eine Gesamtausgabe der Schriften Jakob Böhmes mit dem Titel Theosophia Revelata. Weitere Werke folgten in den Jahren 1720 und 1723.
Obwohl Glüsing in seiner Hamburger Zeit keine öffentlichen Angriffe gegen die Kirche führte, wurde er in den 1720er Jahren von Johann Christian Wolf befragt und erfuhr infolgedessen Repressalien. 1725 wurde eine Untersuchung durchgeführt, zunächst in Friedrichstadt, wo Glüsing einige pietistisch ausgerichtete Familien verschiedentlich besucht hatte, und ein Prozess gegen ihn in Gang gesetzt, der 1726 in einem Ausweisungsbeschluss durch den Hamburger Senat endete. Glüsing ging erneut nach Altona, wo er am 2. August 1727 verstarb.

## Bibliothek
Johann Otto Glüsing hatte beim Schwedenbrand 1713 seine wertvolle Bibliothek verloren. In den folgenden Jahren baute er eine neue Buchsammlung auf. Bereits zu Lebzeiten vermachte er diese Sammlung der 1721 eingerichteten Friedrichschule, einer Lateinschule, in Altona. Aus dieser Lateinschule, die die Bücher nach Glüsings Tod 1727 erhielt, ging 1738 ein akademisches Gymnasium hervor, das 1742 den Namen Christianeum bekam. 1743 wurde diese Bibliothek in einer Veröffentlichung der Anstalt erstmals erwähnt.

## Schriften
- Lebens-Beschreibung des falschen Apostels Homiletici. Armer Lazarus. Jerusalem [Hamburg?] o. J. (1706?)
- Biblia Pentapla. Holle, Hamburg 1710/12
- Catechismus der heiligen Alt-Väter. 1714 (Digitalisat)
- Theosophia Revelata. Holle, Hamburg 1715
- Der erste Temple in Christo, oder das keusche Leben der Alt-Väter, H. Matronen und Märtyrer. Hamburg, 1720
- Monumenta Apostolica. Hamburg 1723

## Weblink
- Suche nach Johann Otto Glüsing. In: Deutsche Digitale Bibliothek